# Péter Bábi
Péter Bábi (* 29. září 1955) byl slovenský politik maďarské národnosti, po sametové revoluci československý poslanec Sněmovny národů za Maďarské křesťanskodemokratické hnutí.

## Biografie
Ve volbách roku 1992 zasedl do slovenské části Sněmovny národů za Maďarské křesťanskodemokratické hnutí, které kandidovalo společně s hnutím Együttélés. Ve Federálním shromáždění setrval do zániku Československa v prosinci 1992.